# Беличенко, Татьяна Борисовна
Татьяна Борисовна Беличенко (р. 20 января 1974) — российский теле- и кинопродюсер, директор по производству и разработке кинокомпании «Амедиа». Генеральный директор агентства талантов «Агентство Стардаст».

## Биография
Родилась 20 января 1974 года.
В 1996 году окончила факультет журналистики Уральского государственного университета имени А.М. Горького.
в 2005 году Татьяна Беличенко стала руководителем сценарного отдела компании «Амедиа». В 2007 году она
возглавила Департамент разработки, а с октября 2007 года стала руководителем Департамента стратегического планирования «Амедиа».
В 2009 году назначена директором по производству и разработке кинокомпании «Амедиа».
С января 2014 года возглавляет собственный продакшн «КультМедиа».
С февраля 2016 года – генеральный директор крупнейшего в России агентства талантов «Агентство Стардаст».
Татьяна Беличенко — сопродюсер многих проектов «Амедиа», среди которых сериалы «Спальный район», «Солдаты. И офицеры», «Здесь кто-то есть», «Мужчина во мне», «Закрытая школа», «Не плачь по мне, Аргентина!», «Спасти босса», «Ангел или демон» и телефильмы «Люба. Любовь», «Любит — не любит», «Васильки для Василисы», «Крепкий брак», «Луна».

## Награды
2012 год — «ТЭФИ 2012» в номинации «Продюсер фильма/сериала» за мистический триллер «Закрытая школа».  
2015 год — «ТЭФИ 2015» за победу номинации «Телевизионный фильм/сериал»2015» за историческую драму «Екатерина».
2016 год — «Золотой орел 2016» в номинации «Лучший телевизионный сериал (более 10 серий)» за историческую драму «Екатерина», сопродюсером которой была Татьяна Беличенко.